# إدوين هارلان
إدوين هارلان (بالإنجليزية: E. H. Harlan)‏ هو محامي أمريكي، ولد في 1 مايو 1886 في ماريلند في الولايات المتحدة، وتوفي في 7 أغسطس 1939.